# Västra Eds socken
Västra Eds socken i Småland ingick i Norra Tjusts härad, ingår sedan 1971 i Västerviks kommun i Kalmar län och motsvarar från 2016 Västra Eds distrikt.
Socknens areal är 176,15 kvadratkilometer, varav 159,42 land. År 2000 fanns här 962 invånare. Tätorten  Edsbruk med sockenkyrkan Västra Eds kyrka ligger i socknen. 

## Administrativ historik
Västra Eds socken har medeltida ursprung. 1619 utbröts Östra Eds socken (som Eds kapell). 
Vid kommunreformen 1862 övergick socknens ansvar för de kyrkliga frågorna till Västra Eds församling och för de borgerliga frågorna till Västra Eds landskommun. 1931 utbröts en del av församlingen och landskommunen till Överums församling och landskommun (Skörserum). Landskommunen inkorporerades 1952 i Tjust-Eds landskommun varifrån denna del 1971 uppgick i Västerviks kommun. 1974 överfördes härifrån jordebokseneheten Målen till Loftahammars socken (församling). 
1 januari 2016 inrättades distriktet Västra Ed, med samma omfattning som församlingen hade 1999/2000.  
Socknen har tillhört samma fögderier och domsagor som Norra Tjusts härad. De indelta soldaterna tillhörde  Andra livgrenadjärregementet, Tjusts kompani. De 13 indelta båtsmännen tillhörde Tjusts båtsmanskompani.

## Geografi och natur
Västra Eds socken ligger kring Storån, Storsjön, Rammen och havsviken Syrsan. Socknen består av flera dalbygder skilda av småkuperad skogsbygd. Storsjön delas med Ukna socken. Andra betydande insjöar är Malmingen som också delas med Ukna socken, Borgsjön som delas med Lofta socken samt Ommen och Flaken.
Det finns tre naturreservat i socknen: Djursnäs kase, Forsby och Vinäs ingår alla i EU-nätverket Natura 2000.
Det fanns hela sex sätesgårdar i socknen: Vinäs säteri byggt på grunden till det tidigare Vinäs slott, Eds säteri, Åsleviks herrgård, Hellerö säteri, Forsby säteri och Troserums herrgård.
I Lislekutt (Listlehult) fanns förr ett gästgiveri.

### Andra gårdar i Västra Ed
Kölebo, Hellerö, Sundby, Holm, Ängen, Söderskogen, Djursnäs, Skarpinge, Löckås, Bällsjö, Marieholm, Edsgården, Troserum, Hälleberg, Melby,

## Fornlämningar
Kända från socknen är flera gravrösen och skärvstenshögar från bronsåldern samt 17 gravfält, fyra domarringar och fyra fornborgar från järnåldern. En runristning är känd vid Hälleberga prästgård.

## Befolkningsutveckling
Befolkningen ökade från 2 201 1810 till 3 627 1880 varefter den minskade stadigt till 1 088 1990.

## Namnet
Namnet (1313 Edh) kommer från kyrkbyn. Namnet baseras på ordet ed, 'passage mellan eller utmed vatten'.
Namnet var före 4 juli 1884 Eds socken. Då omreglerades Eds kapell till självständig socken varvid förleden Östra resp. Västra lades till för att skilja dem åt.